# Mijaíl Kukushkin
Mijaíl Aleksándrovich Kukushkin (en ruso: Михаил Александрович Кукушкин; n. Volgogrado, Rusia, 26 de diciembre de 1987) es un tenista de Kazajistán.

## Carrera
Comenzó a jugar tenis a los seis años con su padre Aleksandr, quien lo entrenó hasta los 17. Su madre se llama Tatiana. Tiene una hermana mayor, Yekaterina. Le gusta jugar en pista dura, sus mejores tiros son los golpes de fondo y su torneo favorito es la Kremlin Cup en Moscú. Se nacionalizó kazajo en 2008. No tiene objetivos específicos respecto al ranking o a resultados, pero quiere dar su mejor juego en la cancha. Sus mejores amigos en el circuito son Andréi Golúbev y Yuri Schukin. Es entrenado por Anastasia Ulijina desde febrero de 2011.

### 2007 - 2009
2007 -- Capturó los títulos de Challenger de Saransk (venció en la final a Serguéiev) y Challenger de Samarcanda (v. a Jorquera). Se clasificó para su primer torneo ATP en San Petersburgo (p. ante Ledovskij).

2008 -- Se clasificó y ganó su primeras victorias ATP World Tour en el Torneo de Barcelona sobre el n.º 24 Jarkko Nieminen y Pablo Cuevas (perdió ante Albert Montañés en tercera ronda). Se clasificó en semanas consecutivas en el Torneo de Moscú y Torneo de San Petersburgo, alcanzando la segunda ronda. Se clasificó y ganó el título en el Challenger de Barletta (v. a Pashanski) en Italia.

2009 -- Se clasificó en Moscú y avanzó a sus primeras semifinales ATP World Tour (p. ante Yuzhny). Capturó el Challenger de Penza (venciendo en la final al ucraniano Iliá Marchenko) en Rusia.

### 2010
El jugador n.º 2 de Kazajistán (detrás de Andréi Golúbev) finalizó en el Top 60 por primera vez en su carrera tras saltar del n.º 132 el año anterior. Capturó su primer título ATP World Tour en el Torneo de San Petersburgo (venciendo al ruso Mijaíl Yuzhny en la final) y se convirtió en el segundo jugador de Kazajistán en ganar un título ATP (Golúbev ganó Hamburgo en julio). Finalizó con una marca personal de 17 victorias, incluyendo un registro de 14-6 en pistas duras. Logró un impresionante registro de partidos Challenger de 32-14 con títulos en el Challenger de Braunschweig (v. a Taro Daniel) y el Challenger de Penza (venció a Konstantín Kravchuk). Ganó un máximo en su carrera de 281.378$.

### 2011
El jugador n.º 1 de Kazajistán finalizó en el Top 100 por segunda temporada consecutiva, destacando con los cuartos de final en el Torneo de Basilea (p. ante Kei Nishikori) como perdedor afortunado. Antes de Basilea, la única vez que ganó partidos seguidos en el ATP World Tour fue en mayo cuando derrotó a Sam Querrey y a Christian Lindell en la Copa ATP World por Equipos en Düsseldorf. En Challengers, completó un registro de 11-3 con una final en Penza, Rusia y el título en casa en el Challenger de Astaná (venció a Serguéi Bubka) en semanas consecutivas en julio. Alcanzó un puesto máximo en su carrera en el n.º 56 el 19 de septiembre y marcó 0-2 contra rivales Top 10  mientras completaba un registro de 6-14 en dura, 3-7 en arcilla y 1-3 en hierba.

### 2012
Finalizó dentro del Top 100 a pesar de perder dos meses de la temporada. Pasó por el quirófano para operarse la cadera izquierda el 25 de septiembre y dos semanas después la cadera derecha el 8 de octubre. En Grand Slam, avanzó al mejor resultado de su carrera en la cuarta ronda del Abierto de Australia con victorias sobre Guillermo García-López, el n.º 23 Viktor Troicki y el n.º 15 Gaël Monfils (ambos en cinco sets) antes de retirarse contra Andy Murray debido a una lesión de cadera. En arcilla, se clasificó en el Masters de Montecarlo y batió al n.º 20 Florian Mayer y a Filippo Volandri antes de perder contra el campeón final Rafael Nadal en la tercera ronda. En mayo, alcanzó los cuartos de final en el Torneo de Niza (v. a Sam Querrey, Bernard Tomic, perdiendo ante Jamie Baker en el TB del tercer set) y segunda ronda en Roland Garros (venció a Ernests Gulbis en 5 sets, perdiendo ante Andreas Seppi en 5 sets). Luchó con su cadera en la segunda parte de la temporada y jugó su último torneo en el US Open (se retiró contra Jarkko Nieminen). Completó un registro de 8-7 en arcilla, 4-5 en dura y 0-3 en hierba. Marcó 0-3 contra rivales Top 10 y logró 2 victorias Top 20.

### 2013
El jugador n.º 1 de Kazajistán finalizó en el Top 100 por tercera vez en los últimos cuatro años tras haber llegado a estar en el n.º 324 en junio. El mejor resultado de la temporada fue el último torneo jugado en Moscú donde se clasificó y alcanzó la segunda final ATP World Tour de su carrera (venció a Aleksandr Dolgopólov, al campeón defensor Andreas Seppi, perdió ante el n.º 9 Richard Gasquet en 3 sets). Tras ello saltó del n.º 102 al n.º 67. Cayó en primera ronda del Abierto de Australia (perdiendo ante Jürgen Melzer). Logró un registro de 0-4 en el ATP World Tour antes de clasificarse y ganar dos ronda en el US Open (v. a Andrej Martin, Andreas Haider-Maurer, perdió ante el n.º 4 David Ferrer en 4 sets). Completó un registro de 29-10 en Challengers y 3-2 en finales. Ganó el título en el Challenger de Košice (venciendo a Damir Džumhur) en junio los títulos turcos seguidos en Estambul-2 (v. a Iliá Marchenko) y el Challenger de Esmirna (venciendo a Louk Sorensen) en septiembre. Entró en el Top 100 tras ello el 23 de septiembre. También finalista en Tánger (ret. contra Carreño Busta por lesión en la cadera derecha). Completó un registro de 6-5 en dura y 0-1 en arcilla y marcó 0-2 contra rivales Top 10 con su victoria más lata lograda ante el n.º 22 Seppi en Moscú.

### 2014
Representó al Equipo de Copa Davis de Kazajistán en la victoria por 3-2 sobre el Equipo de Copa Davis de Bélgica en la primera ronda del Grupo Mundial de la Copa Davis, batiendo a Ruben Bemelmans y perdiendo ante David Goffin. El 20 de marzo se retiró con una lesión en el hombro con 1-6 1-3 contra Yen-Hsun Lu en el Masters de Miami en primera ronda. Representó a Kazajistán en la derrota por 2-3 ante el Equipo de Copa Davis de Suiza en los cuartos de final de la Copa Davis. Perdió ante Roger Federer y Stanislas Wawrinka en los enfrentamientos individuales.

## Títulos ATP (1; 1+0)

### Individuales (1)
| Leyenda                   |
| Grand Slam (0)            |
| ATP Wourld Tour Final (0) |
| ATP Masters 1000 (0)      |
| ATP Tour 500 (0)          |
| ATP Tour 250 (1)          |

| N.º | Fecha                 | Torneo          | Superficie | Oponente en la final | Resultado   |
| --- | --------------------- | --------------- | ---------- | -------------------- | ----------- |
| 1.  | 25 de octubre de 2010 | San Petersburgo | Dura (i)   | Mijaíl Yuzhny        | 6-3, 7-6(2) |

#### Finalista en individuales (3)
| N.º | Fecha                 | Torneo   | Superficie | Oponente en la final | Resultado     |
| --- | --------------------- | -------- | ---------- | -------------------- | ------------- |
| 1.  | 20 de octubre de 2013 | Moscú    | Dura (i)   | Richard Gasquet      | 6-4, 4-6, 4-6 |
| 2.  | 17 de enero de 2015   | Sídney   | Dura       | Viktor Troicki       | 2-6, 3-6      |
| 3.  | 24 de febrero de 2019 | Marsella | Dura (i)   | Stefanos Tsitsipas   | 5-7, 6-7(5)   |

## ATP Challenger Tour (16; 16+0)
| N.º | Fecha      | Torneo                     | Superficie    | Oponente en la final | Resultado      |
| 1.  | 05.08.2007 | Challenger de Saransk      | Tierra batida | Iván Serguéiev       | 6:3, 6:1       |
| 2.  | 11.08.2007 | Challenger de Samarcanda   | Tierra batida | Manuel Jorquera      | 6:4, 6:3       |
| 3.  | 30.03.2008 | Challenger de Barletta     | Tierra batida | Boris Pašanski       | 6:3, 6:4       |
| 4.  | 25.07.2009 | Challenger de Penza (1)    | Dura          | Iliá Marchenko       | 6:4, 6:2       |
| 5.  | 04.07.2010 | Challenger de Braunschweig | Tierra batida | Marcos Daniel        | 6:2, 3:0 r     |
| 6.  | 24.07.2010 | Challenger de Penza (2)    | Dura          | Konstantín Kravchuk  | 6:3, 6:73, 6:3 |
| 7.  | 31.07.2011 | Challenger de Astaná       | Dura          | Serguéi Bubka        | 6:3, 6:4       |
| 8.  | 15.06.2013 | Challenger de Košice       | Tierra batida | Damir Džumhur        | 6:4, 1:6, 6:2  |
| 9.  | 15.09.2013 | Challenger de Estambul-2   | Dura          | Iliá Marchenko       | 6:3, 6:3       |
| 10. | 22.09.2013 | Challenger de Esmirna      | Dura          | Louk Sorensen        | 6:1, 6:4       |
| 11. | 02.08.2015 | Challenger de Astana       | Dura          | Yevgueni Donskoi     | 6:2, 6:2       |
| 12. | 04.06.2016 | Challenger de Prostejov    | Dura          | Marton Fucsovics     | 6:1, 6:2       |
| 13. | 12.06.2016 | Challenger de Moscow       | Dura          | Steven Diez          | 6:3, 6:3       |
| 14. | 12.03.2018 | Challenger de Irving       | Dura          | Matteo Berrettini    | 6:2, 3:6, 6:1  |
| 15. | 17.02.2024 | Challenger de Manama       | Dura          | Richard Gasquet      | 7:65, 6:4      |
| 16. | 03.03.2024 | Challenger de Tenerife III | Dura          | Matteo Gigante       | 6:2, 2:0retiro |

### Clasificación en torneos del Grand Slam
| Torneo                | 2009 | 2010 | 2011 | 2012 | 2013 | 2014 | 2015 | 2016 | 2017 | 2018 | 2019 | 2020 | 2021 | 2022 | 2023 | 2024 | Títulos |
| --------------------- | ---- | ---- | ---- | ---- | ---- | ---- | ---- | ---- | ---- | ---- | ---- | ---- | ---- | ---- | ---- | ---- | ------- |
| Australian Open       | --   | --   | 1R   | 4R   | 1R   | 1R   | 1R   | 1R   | 1R   | 1R   | 1R   | 1R   | 1R   | 1R   | Q2   | A    | 0       |
| Roland Garros         | Q2   | Q2   | 2R   | 2R   | Q2   | 2R   | 1R   | 1R   | 2R   | 1R   | 1R   | 2R   | 1R   | A    | A    |      | 0       |
| Wimbledon             | --   | --   | 1R   | 1R   | --   | 3R   | 1R   | 2R   | 2R   | 2R   | 4R   | NC   | 1R   | 1R   | A    |      | 0       |
| US Open               | Q3   | 1R   | 2R   | 1R   | 3R   | 1R   | 3R   | 1R   | 3R   | 3R   | 2R   | 3R   | 1R   | Q2   | Q2   |      | 0       |
| ATP World Tour Finals | --   | --   | --   | --   | --   | --   | --   | --   | --   | --   | --   | --   | --   | --   | --   |      | 0       |